# Arfa Karim
Arfa Karim Randhawa (*ارفع کریم رندھاوا‎, en idioma urdú; Faisalabad, 2 de febrero de 1995 - Lajore, 14 de enero de 2012) fue una estudiante y niña prodigio pakistaní.
En 2004, a la edad de nueve años, se convirtió en la Microsoft Certified Professional (MCP) más joven del mundo, un título que mantuvo hasta 2008. Fue invitada por Bill Gates a visitar la sede de Microsoft en Seattle, Estados Unidos.
El 2 de agosto de 2005, Arfa Karim fue galardonada con la Medalla de Oro Fatimah Jinnah en Ciencia y Tecnología por el primer ministro del Pakistán, Shaukat Aziz. En agosto de 2005 también recibió el Premio Salaam Pakistan Youth Award, presentado por el entonces Presidente de Pakistán Pervez Musharraf. También fue la receptora más joven del Premio al Orgullo de Actuación del Presidente del Pakistán.
El 22 de diciembre de 2011 sufrió un paro cardiorrespiratorio, que la dejó en coma. Falleció veinte días después, el 14 de enero de 2012.
Un parque tecnológico en Lahore fue nombrado «Parque de Tecnología de Software «Arfa» en su honor.